# حسام‌الدین چلبی

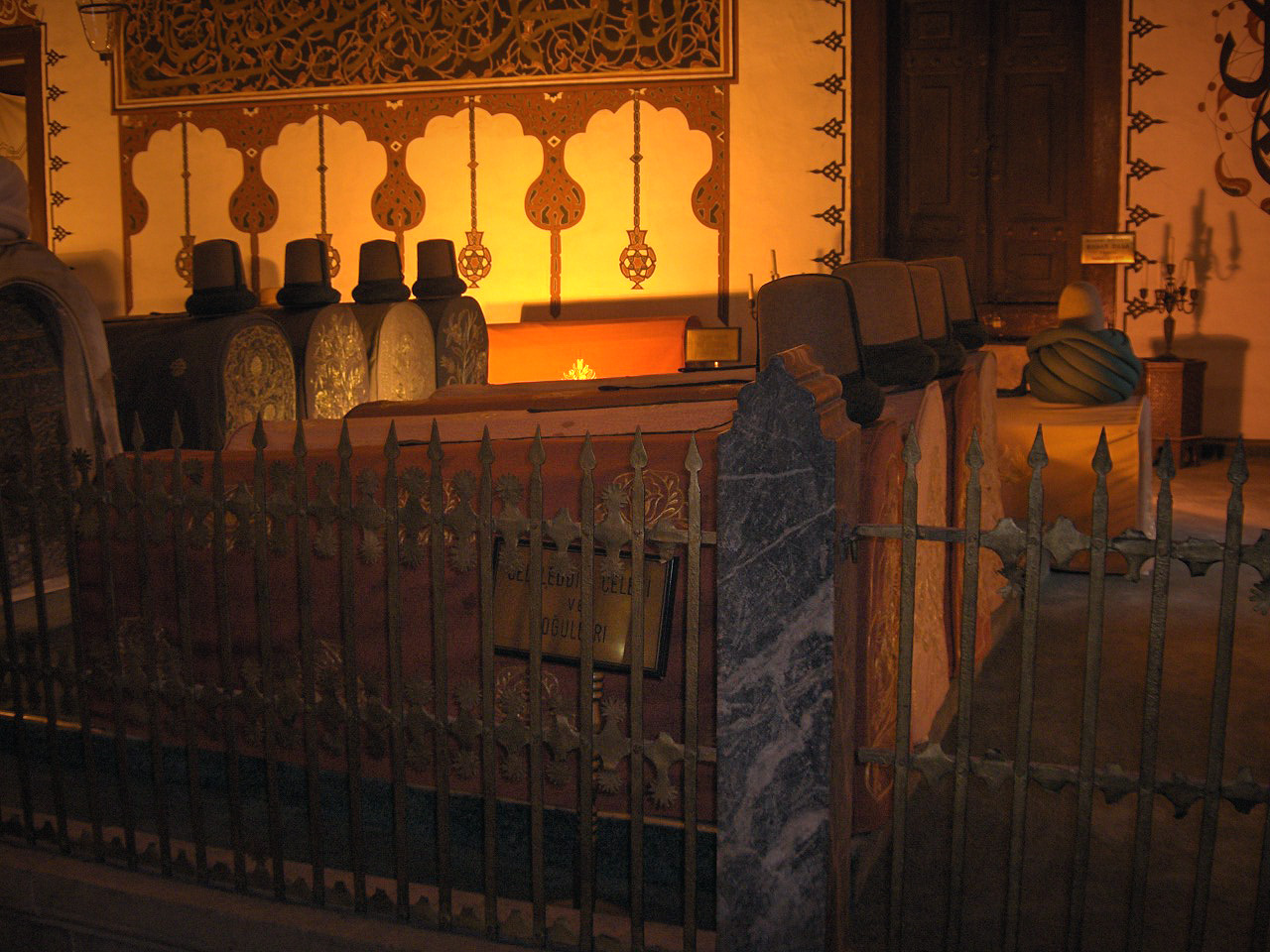
آرامگاه منسوب به حسام الدین چلپی بلخی در قونیه، ترکیه

حسام‌الدین حسن چَلَبی از عارفان کرد ایرانی و ارباب طریقت و از جمله اخی‌ها و فتیان بود.

## زندگی
حسام الدین چلبی در سال ۶۲۲ قمری در قونیه متولد شد ولی چون خانواده او اصالتاً از اهالی ارومیه بوده و به قونیه مهاجرت کرده بودند به همین دلیل مولانا او را در مقدمه مثنوی اورموی اصل خوانده‌است. نسب این عارف مشهور به اهالی کردارومیه برمی‌گردد. به عقیدهٔ برخی لقب «ابن اخی ترک» بخاطر این بود که یکی از خانه‌های فتوت اطراف قونیه را پدر وی محمد صاحب بود. او از سال ۶۶۲ تا ۶۷۲ هجری قمری مصاحب و همنشین مولوی بود و به وجود آمدن مثنوی معنوی یادگار این دوره‌است و حتی نظم کتاب مثنوی به درخواست او صورت گرفت اما قبل از آغاز نظم دفتر دوم زوجهٔ حسام الدین وفات یافت و مولانا هم پسر جوانش علاءالدین محمد را که سی و شش سال داشت از دست داد و از شدت تأثر به جنازهٔ او حاضر نشد. (اما بدون شک ریشهٔ این اختلاف مربوط به کدورت یا شاید نفرت موجود بین علاءالدین و شمس تبریزی و پایان زندگی نامعلوم شمس در این بین می‌باشد) درست است که بین علاءالدین با پدر دراین ایّام اختلافاتی وجود داشت اما بدون شک این اختلافات مانع از تأثر شدید پدر در مرگ فرزند نشد. به این ترتیب مدت دو سال نظم مثنوی متوقف شد و در سال ۶۶۲ هجری قمری مجدداً آغاز شد.
ذکر چلبی در مثنوی معنوی بارها آمده‌است چنان‌که مثنوی را به تعبیر شاعرانه حسامی نامه نیز خوانده‌است. حسام الدین نزد مولانا مقامی والا و عزیز داشت تا بدانجا که آورده‌اند: «روزی مولانا با جمع اصحاب به عیادت چلبی می‌رفت در وسط محله سگی برابر آمد، کسی خواست او را برنجاند فرمود که سگ کوی چلبی را نشاید زدن.»
| آن سگی را که بود در کوی او |  | من به شیران کی دهم یک موی او |

همچنین آورده‌اند که از مولانا سؤال کردند که از این سه خلیفه و نایب کدامین اختیار است؟ گفت: مولانا شمس الدین به مثابت آفتاب است و شیخ صلاح الدین درمرتبهٔ ماه است و حسام الدین چلبی میانشان ستاره ایست روشن و رهنما.
وی در سال ۶۸۳ درگذشت. آرامگاه حسام الدین چلبی در قونیه ترکیه قرار دارد.

## معنی چلبی
ریشه واژه چلبی هنوز روشن نیست و فرضیه ترکی، یونانی و سریانی (چلیپا) و کردی و یک زبان ناشناخته آنوتولی برای آن داده شده‌است. چلبی در زبان ترکی به معنی بزرگ، آقا و سروراست. در زبان کردی به معنی خدا و اولیا می‌باشد. در زبان سریانی این واژه از چلیپا (صلیب) برگرفته شده‌است و به مردان مقدس اختصاص دارد. . ریشه این واژه در یونانی به معنی «مقام بالا» و «خوش آواز» است. این لقب نخستین بار به حسام الدین نخستین سر سلسله طریقه مولویه و از خاص‌ترین شاگردان مولانا و دوست بهاء ولد فرزند مولانا تعلق گرفت. از آن پس این نام به بزرگترین فرزند ذکور از نسل مولانا اختصاص داشت و بعدها به عنوان نام فامیل این خانواده درآمد. مقر این طریقه بنا به قولی در شهر حلب سوریه بود و این منطقه از سوریه بیشترین مرکز اجتماع طریقه مولویه بوده‌است. خاندان چلبی چند ملیتی است و البته نسبتی خانوادگی هم با چلبی‌های عراق که عرب و شیعه هستند، دارند و همچنین شجره‌نامه‌ای دارند که رابطه آن‌ها تا بهاءولد فرزند مولانا را نشان می‌دهد.
بعد از مولانا پسرش (بهاء ولد) به حسام‌الدین مقام چلبی و شیخیت را می‌دهد. همان‌طور بعد از حسام‌الدین به تمام فرزندان ذکور و پسر از نسل مولوی مقام چلپی اعطا شد و بعد از این که قانون شناسنامه و انتخاب نام خانوادگی صادر شد این افراد به اسم چلبی شناسنامه گرفتند.
و سالها بعد از ترکیه به مناطق غربی ایران مهاجرت کرده و شناسنامه خود را به فولادی تغییر دادند.